# Hermanas Barrison

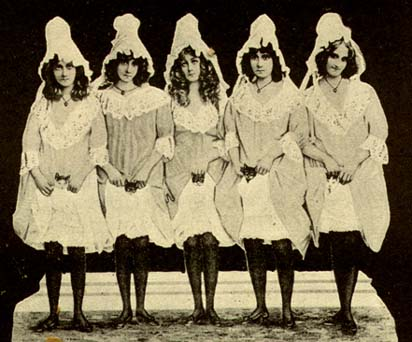
Las Hermanas Barrison, década de 1890, revelan gatitos bajo sus faldas.

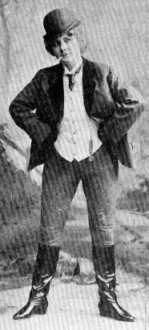
Lona Barrison actuando en Berlín, 1903.

Las Hermanas Barrison fueron unas intérpretes de vodevil que actuaron en los Estados Unidos y Europa desde 1893 a 1897; en los Estados Unidos eran anunciadas como Las chicas más malas del mundo.

## Historia
Lona (Abelone Maria, 1871–1939), Sophia (Sofie Kathrine Theodora, 1877–1906), Inger (Inger Marie, 1878–1918), Olga (Hansine Johanne, 1875–1908) y Gertrude (Gertrud Marie, 1881–1946) Barrison eran hermanas reales (muchas "hermanas" en los actos de vodevil en realidad no lo eran) de ascendencia danesa-alemana. Las cinco hermanas habían nacido todas en Copenhague, Dinamarca. Junto con su madre, las cinco emigraron a los Estados Unidos en 1886, uniéndose a su padre, que había emigrado antes. Lona Barrison, la mayor de las hermanas, había tenido una fugaz experiencia teatral en Copenhague siendo niña, y fue la que inicialmente gravitó hacia la escena del teatro después de la familia instalarse en Manhattan, Nueva York. Más tarde, se le unieron sus hermanas menores. Originalmente apellidadas Bareisen, lo anglicificaron pasando a presentarse como las Hermanas Barrison. Se decía que las cinco jóvenes rubias de melenas rizadas cantaban con voces chillonas y eran bailarinas mediocres. Consiguieron notoriedad, sin embargo, por su uso ingenioso del doble sentido sobre el escenario.
La actriz Pearl Eytinge las patrocinó inicialmente y escribió un comedieta para ellas titulada Mr Cupid. Su mánager, el danés William Fleron (nacido Wilhelm Ludvig; 1858–1935), se hizo cargo de la administración de las hermanas y se casó con Lona en 1893.
En su acto más famoso, las hermanas bailaban, levantando sus faldas ligeramente por encima de sus rodillas, y preguntaban a la audiencia, "¿Te gustaría ver mi gatito?" El término "gatito", pussy en el original, es un eufemismo vulgar para referirse en inglés a los genitales femeninos. Cuando habían conseguido una respuesta entusiasta del público, se levantaban las faldas, revelando que cada hermana llevaba ropa interior de su propia fabricación con un gatito vivo asegurado sobre la entrepierna.
Después de su éxito en Europa a mediados de los años 1890, decenas de troupes (grupos artísticos) de "hermanas" siguieron sus pasos imitándolas, entre ellas las británicas Hermanas Machinson. Las hermanas Barrison se separaron profesionalmente en 1897, pero Gertrude y Lona continuaron exitosas carreras en solitario sobre el escenario. Gertrude, la más joven y quizás más talentosa de ellas, se convirtió en una bailarina moderna e innovadora en Viena, donde vivió dos décadas, casada con Carl Hollitzer (separados en 1910), un renombrado pintor austriaco. Fue la última en morir — en 1946 en Copenhague.
Las Hermanas Barrison como tantas estrellas del vodevil permanecieron luego olvidadas hasta que obtuvieron una renovada y efímera atención pública en la primera década del siglo XXI en Estados Unidos cuando aparecieron en la etiqueta de Five Wives Vodka, producido por la Ogden Own Distillery en Utah, y su venta fue inicialmente rehusada en la aduana adyacente de Idaho, una acción por la que la Idaho State Liquor Division ganó un Premio Muzzle Award 2013 del Centro Thomas Jefferson para la Protección de la Libre Expresión.